# Marla Maples
Marla Ann Maples (ur. 27 października 1963 w Dalton w Georgii) – amerykańska aktorka i osobowość telewizyjna, była żona miliardera i prezydenta Stanów Zjednoczonych  Donalda Trumpa.

## Życiorys
Urodziła się jako córka agenta nieruchomości Stanleya Edwarda Maplesa i modelki Laury Ann Locklear. Jej kuzynką jest aktorka Heather Locklear. Maples uczęszczała do Northwest Whitfield High School w Tunnel Hill.
W 1983 roku zdobyła tytuł Miss Georgii, a także wygrała konkurs Miss Resaca Beach Poster Girl Contest. W 1986 roku zadebiutowała jako aktorka niewielką rolą w filmie Maksymalne przyspieszenie.
W 1989 roku poznała Donalda Trumpa, w czasie, gdy ten był mężem Ivany Zelníčkovej. Rok później jej związek z Trumpem wyszedł na jaw – w konsekwencji Ivana złożyła pozew o rozwód, który został sfinalizowany w 1992 roku.
W 1991 roku pojawiła się jako gość specjalny gali WWE WrestleMania VII. W walce wieczoru pomiędzy Hulkiem Hoganem a Sgt. Slaughterem (Robert Remus) pełniła rolę sędziego mierzącego czas. W tym samym roku wystąpiła gościnnie w serialu Projektantki. W sierpniu 1992 roku zagrała w broadwayowskiej produkcji The Will Rogers Follies.
W październiku 1993 roku przyszło na świat jedyne dziecko Donalda i Marli, córka Tiffany, natomiast dwa miesiące później para wzięła ślub. W weselu, które odbyło się w nowojorskim Hotelu Plaza uczestniczyło ponad tysiąc gości.
Lata 1996−1999 to okres wzmożonej aktywności zawodowej Marli Maples. Wystąpiła wtedy w takich filmach, jak Krytyczna decyzja, Na dobre i złe, Happiness, Życzenie wigilijne Richiego Richa, Czarne i białe czy Roszada serc. Ponadto pojawiła się gościnnie w serialach Spin City i Pomoc domowa, a także była współgospodarzem wyborów Miss Universe 1996 i 1997 oraz Miss USA 1997.
W 1997 roku Trump i Maples ogłosili separację, z kolei w 1999 roku odbył się ich rozwód.
W 2006 roku Marla Maples zagrała w filmie Kochałam Anabelle. Z kolei w 2011 roku wróciła na nowojorskie deski teatralne rolą w produkcji Love, Loss and What I Wore.
W 2013 roku wydała płytę The Endless. W grudniu 2014 roku zdobyła nagrodę Hollywood Music in Media Award za najlepszą piosenkę New age z tego albumu, „House of Love”.
W 2015 roku wystąpiła w nagrodzonym na Kingdomwood Christian Film Festival filmie Switching Lanes w reżyserii Thomasa Mikala Forda. 8 marca 2016 roku została ogłoszona jednym z uczestników 22. sezonu amerykańskiej edycji programu Taniec z gwiazdami. Wraz ze swoim partnerem Tonym Dovolanim zajęła w nim 10. miejsce (odpadli w 3. odcinku).

## Dyskografia
- 2013: The Endless[21]